# アックアカニーナ
アックアカニーナ（伊: Acquacanina）は、イタリア共和国マルケ州マチェラータ県フィアストラに属する分離集落（フラツィオーネ）。
かつては独立したコムーネであったが、2017年1月1日にフィアストラと合併して新自治体の一部となった。

## 地理

### 位置・広がり
県都マチェラータから南西へ38kmの距離にある。

#### 隣接コムーネ
コムーネとしてのアックアカニーナは、以下のコムーネと隣接していた。
- ボロニョーラ
- フィアストラ
- フィオルディモンテ
- サン・ジネージオ
- サルナーノ
- ウッシタ
- ヴィッソ